# اکاترینا الکساندرووا
اکاترینا الکساندرووا (روسی: Екатери́на Евге́ньевна Александро́ва؛ زادهٔ ۱۵ نوامبر ۱۹۹۴) تنیس‌باز زن اهل روسیه است.